# Liga Europy UEFA (2025/2026)/Faza kwalifikacyjna
Ten artykuł dotyczy trwającego lub niedawnego wydarzenia sportowego. Informacje w nim zamieszczone mogą się zmienić lub zdezaktualizować wraz z postępem zdarzenia. Początkowe doniesienia, wyniki lub statystyki mogą być niepewne. Ostatnie aktualizacje do tego artykułu mogą nie odzwierciedlać najbardziej aktualnych informacji.
Artykuł prezentuje szczegółowe dane dotyczące rozegranych meczów które miały na celu wyłonienie 12 drużyn piłkarskich, które wezmą udział w fazie ligowej Ligi Europy UEFA 2025/2026. Faza kwalifikacyjna trwała od 10 lipca do 28 sierpnia 2025.

## Terminarz
| Faza         | Runda                         | Data losowania  | Pierwszy mecz    | Drugi mecz       |
| ------------ | ----------------------------- | --------------- | ---------------- | ---------------- |
| Kwalifikacje | Pierwsza runda kwalifikacyjna | 17 czerwca 2024 | 10 lipca 2025    | 17 lipca 2025    |
| Kwalifikacje | Druga runda kwalifikacyjna    | 18 czerwca 2024 | 24 lipca 2025    | 31 lipca 2025    |
| Kwalifikacje | Trzecia runda kwalifikacyjna  | 21 lipca 2025   | 7 sierpnia 2025  | 14 sierpnia 2025 |
| Play-off     | Play-off                      | 4 sierpnia 2025 | 21 sierpnia 2025 | 28 sierpnia 2025 |

## I runda kwalifikacyjna
Do startu w I rundzie kwalifikacyjnej uprawnionych było 16 drużyn, z czego 8 było rozstawionych. Drużyny, które przegrały w tej rundzie, otrzymały prawo gry w II rundzie kwalifikacyjnej Ligi Konferencji UEFA.

### Podział na koszyki
| Grupa 1                | Grupa 1 |
| ---------------------- | ------- |
| Drużyny rozstawione    |         |
| Drużyna                | Wsp.    |
| Szachtar Donieck       | 52.000  |
| Sheriff Tyraspol       | 20.000  |
| NK Celje               | 14.000  |
| Spartak Trnawa         | 8.500   |
| Drużyny nierozstawione |         |
| Drużyna                | Wsp.    |
| BK Häcken              | 7.000   |
| Sabah Baku             | 4.000   |
| Tampereen Ilves        | 3.000   |
| Prishtina              | 2.500   |

| Grupa 2                | Grupa 2 |
| ---------------------- | ------- |
| Drużyny rozstawione    |         |
| Drużyna                | Wsp.    |
| Legia Warszawa         | 31.000  |
| Partizan Belgrad       | 22.000  |
| CFR Cluj               | 19.000  |
| Hapoel Beer Szewa      | 16.500  |
| Drużyny nierozstawione |         |
| Drużyna                | Wsp.    |
| AEK Larnaka            | 7.500   |
| Paksi FC               | 4.800   |
| Lewski Sofia           | 4.500   |
| Aktöbe FK              | 3.000   |

### Pary I rundy kwalifikacyjnej
| Drużyna 1        | Wynik dwumeczu | Drużyna 2         | Pierwszy mecz | Drugi mecz  |
| ---------------- | -------------- | ----------------- | ------------- | ----------- |
| Szachtar Donieck | 6:0            | Tampereen Ilves   | 6:0           | 0:0         |
| Sheriff Tyraspol | 5:2            | Prishtina         | 4:0           | 1:2         |
| Spartak Trnawa   | 2:3            | BK Häcken         | 0:1           | 2:2         |
| Sabah Baku       | 5:6            | NK Celje          | 2:3           | 3:3 (dogr.) |
| Legia Warszawa   | 2:0            | Aktöbe FK         | 1:0           | 1:0         |
| Lewski Sofia     | 1:1 (3:1 k.)   | Hapoel Beer Szewa | 0:0           | 1:1 (dogr.) |
| AEK Larnaka      | 2:2 (6:5 k.)   | Partizan Belgrad  | 1:0           | 1:2 (dogr.) |
| Paksi FC         | 0:3            | CFR Cluj          | 0:0           | 0:3         |

### Pierwsze mecze
| 110 lipca 2025 | Szachtar Donieck                                                       | 6:0   | Tampereen Ilves |                                                             |
| 20:00 CEST     | Alisson 26', 47' · Elias 43' · Kevin 74' · Pedrinho 87' · Newerton 89' | (2:0) |                 | Stadion Stožice, Lublana Widzów: 650 Sędzia: Marc Nagtegaal |

| 210 lipca 2025 | Sheriff Tyraspol                 | 4:0   | Prishtina |                                                           |
| 19:00 CEST     | Bayala 11', 19', 74' · Odede 79' | (2:0) |           | Stadion Sheriff, Tyraspol Widzów: 6 223 Sędzia: Dario Bel |

| 310 lipca 2025 | Spartak Trnawa | 0:1   | BK Häcken  |                                                                         |
| 20:15 CEST     |                | (0:0) | 63' Nioule | Štadión Antona Malatinského, Trnawa Widzów: 10 125 Sędzia: Bence Csonka |

| 410 lipca 2025 | Sabah Baku            | 2:3   | NK Celje                       |                                                                    |
| 18:00 CEST     | Šafranko 3', 18' (k.) | (2:1) | 7', 48' Kovačević · 90+3' Hrka | Bank Respublika Arena, Masazır Widzów: 7 000 Sędzia: Danijar Sachi |

| 510 lipca 2025 | Legia Warszawa   | 1:0   | Aktöbe FK |                                                                         |
| 21:00 CEST     | Biczachczian 25' | (1:0) |           | Stadion Wojska Polskiego, Warszawa Widzów: 12 239 Sędzia: Dalibor Černý |

| 610 lipca 2025 | Lewski Sofia | 0:0   | Hapoel Beer Szewa |                                                                               |
| 19:30 CEST     |              | (0:0) |                   | Stadion Georgiego Asparuchowa, Sofia Widzów: 15 467 Sędzia: Ladislav Szikszay |

| 710 lipca 2025 | AEK Larnaka | 1:0   | Partizan Belgrad |                                                        |
| 18:30 CEST     | Cabrera 67' | (0:0) |                  | AEK Arena, Larnaka Widzów: 4 127 Sędzia: Jacob Karlsen |

| 810 lipca 2025 | Paksi FC | 0:0   | CFR Cluj |                                                              |
| 19:00 CEST     |          | (0:0) |          | Fehérvári úti Stadion, Paks Widzów: 3 916 Sędzia: Pavle Ilić |

### Rewanże
| 117 lipca 2025 | Tampereen Ilves | 0:0   | Szachtar Donieck |                                                                      |
| 20:00 CEST     |                 | (0:0) |                  | Tammelan Stadion, Tampere Widzów: 7 315 Sędzia: Mohammad Usman Aslam |

| 217 lipca 2025 | Prishtina               | 2:1   | Sheriff Tyraspol |                                                                                 |
| 20:00 CEST     | Namani 56' · Ahmeti 65' | (0:0) | 51' Serobyan     | Stadion im. Fadila Vokrriego, Prisztina Widzów: 1 320 Sędzia: Henrik Nalbandian |

| 317 lipca 2025 | BK Häcken                        | 2:2   | Spartak Trnawa                       |                                                                      |
| 19:00 CEST     | Gustafson 13' (k.) · Dembe 90+6' | (1:0) | 65' Procházka · 82' Moistsrapishvili | Bravida Arena, Göteborg Widzów: 3 636 Sędzia: Ívar Orri Kristjánsson |

| 417 lipca 2025 | NK Celje                                           | 3:3 (pd.)       | Sabah Baku           |                                                                 |
| 20:00 CEST     | Kovačević 19' (k.) · Vuklišević 49' · Iosifow 108' | (1:1, 2:3. 2:3) | 9', 63', 64' Mickels | Stadion Z’dežele, Celje Widzów: 3 068 Sędzia: Dragomir Draganow |

| 517 lipca 2025 | Aktöbe FK | 0:1   | Legia Warszawa |                                                                   |
| 18:00 CEST     |           | (0:0) | 90+1' Elitim   | Stadion Centralny, Aktobe Widzów: 12 190 Sędzia: Granit Maqedonci |

| 617 lipca 2025 | Hapoel Beer Szewa                  | 1:1 (pd. k. 1:3)        | Lewski Sofia                          |                                                                     |
| 20:00 CEST     | Turgeman 105+3'                    | (0:0, 0:0, 1:0, k. 1:3) | 114' Sangaré                          | Stadion Miejski, Nyíregyháza Widzów: 721 Sędzia: Florian Badstübner |
| 20:00 CEST     | · Almog · Kangwa · Turgeman · Levy | Rzuty karne             | · Rupanow · Fabien · Makoun · Sangaré | Stadion Miejski, Nyíregyháza Widzów: 721 Sędzia: Florian Badstübner |

| 717 lipca 2025 | Partizan Belgrad                                                                             | 2:1 (pd. k. 5:6)        | AEK Larnaka                                                               |                                                                   |
| 21:00 CEST     | Ugrešić 69' · Jovanović 118'                                                                 | (1:0, 1:0, 1:1, k. 5:6) | 104' Pons                                                                 | Stadion Partizana, Belgrad Widzów: 23 253 Sędzia: Gustavo Correia |
| 21:00 CEST     | · Natcho · Milovanović · Roganović · Kalulu · Karabelyov · A. Kostić · Jovanović · B. Kostić | Rzuty karne             | · Miličević · Ledes · Suárez · Chacón · Ivanović · Pons · Miramón · Gnali | Stadion Partizana, Belgrad Widzów: 23 253 Sędzia: Gustavo Correia |

| 817 lipca 2025 | CFR Cluj                            | 3:0   | Paksi FC |                                                                                            |
| 19:30 CEST     | Fică 35' · Munteanu 85' · Muhar 90' | (1:0) |          | Stadion im. dr. Constantina Rădulescu, Kluż-Napoka Widzów: 6 512 Sędzia: Kiriakos Atanasiu |

## II runda kwalifikacyjna
Do startu w II rundzie kwalifikacyjnej uprawnionych było 16 drużyn (w tym 8 zwycięzców I rundy), z czego 8 było rozstawionych. Drużyny, które przegrały w tej rundzie, otrzymały prawo gry w III rundzie kwalifikacyjnej Ligi Konferencji UEFA.

### Podział na koszyki
Uwaga: Losowanie II rundy kwalifikacyjnej odbyło się przed zakończeniem I rundy kwalifikacyjnej, więc rozstawienia dokonano przyjmując założenie, że awans uzyska drużyna z najwyższym współczynnikiem w poprzedniej rundzie. W przypadku awansu, którejś z drużyn nierozstawionej, w II rundzie przejmuje ona współczynnik najwyżej rozstawionego rywala.
Oznaczenia:
| Drużyny, które awansowały z I rundy eliminacyjnej zachowując swój współczynnik. |

| Drużyny, które zaczęły rywalizację od II rundy eliminacyjnej. |

| Drużyny, które awansowały z I rundy eliminacyjnej, przejmując współczynnik rywala. |

| Grupa 1                | Grupa 1 |
| ---------------------- | ------- |
| Drużyny rozstawione    |         |
| Drużyna                | Wsp.    |
| SC Braga               | 46.000  |
| Legia Warszawa         | 31.000  |
| AEK Larnaka            | 22.000  |
| FC Lugano              | 19.250  |
| Drużyny nierozstawione |         |
| Drużyna                | Wsp.    |
| CFR Cluj               | 19.000  |
| Lewski Sofia           | 16.500  |
| NK Celje               | 14.000  |
| Baník Ostrawa          | 8.820   |

| Grupa 2                | Grupa 2 |
| ---------------------- | ------- |
| Drużyny rozstawione    |         |
| Drużyna                | Wsp.    |
| Szachtar Donieck       | 52.000  |
| FC Midtjylland         | 32.750  |
| RSC Anderlecht         | 28.250  |
| Sheriff Tyraspol       | 20.000  |
| Drużyny nierozstawione |         |
| Drużyna                | Wsp.    |
| Beşiktaş JK            | 15.000  |
| FC Utrecht             | 13.430  |
| BK Häcken              | 8.500   |
| Hibernian              | 7.110   |

### Pary II rundy kwalifikacyjnej
| Drużyna 1        | Wynik dwumeczu | Drużyna 2        | Pierwszy mecz | Drugi mecz  |
| ---------------- | -------------- | ---------------- | ------------- | ----------- |
| FC Lugano        | 0:1            | CFR Cluj         | 0:0           | 0:1 (dogr.) |
| NK Celje         | 2:3            | AEK Larnaka      | 1:1           | 1:2         |
| Lewski Sofia     | 0:1            | SC Braga         | 0:0           | 0:1 (dogr.) |
| Baník Ostrawa    | 3:4            | Legia Warszawa   | 2:2           | 1:2         |
| RSC Anderlecht   | 2:2 (2:4 k.)   | BK Häcken        | 1:0           | 1:2 (dogr.) |
| Sheriff Tyraspol | 2:7            | FC Utrecht       | 1:3           | 1:4         |
| FC Midtjylland   | 3:2            | Hibernian        | 1:1           | 2:1 (dogr.) |
| Beşiktaş JK      | 2:6            | Szachtar Donieck | 2:4           | 0:2         |

### Pierwsze mecze
| 124 lipca 2025 | FC Lugano | 0:0   | CFR Cluj |                                                          |
| 20:30 CEST     |           | (0:0) |          | Stockhorn Arena, Thun Widzów: 941 Sędzia: Darren England |

| 224 lipca 2025 | NK Celje           | 1:1   | AEK Larnaka        |                                                               |
| 20:00 CEST     | Kovačević 28' (k.) | (1:0) | 53' (k.) Miličević | Stadion Z’dežele, Celje Widzów: 3 145 Sędzia: Bastien Dechepy |

| 324 lipca 2025 | Lewski Sofia | 0:0   | SC Braga |                                                                              |
| 19:30 CEST     |              | (0:0) |          | Stadion Georgiego Asparuchowa, Sofia Widzów: 16 040 Sędzia: Matteo Marchetti |

| 424 lipca 2025 | Baník Ostrawa          | 2:2   | Legia Warszawa           |                                                                           |
| 19:00 CEST     | Šín 13' · Frydrych 65' | (1:1) | 32' Kapustka · 88' Nsame | Stadion Miejski, Ostrawa Widzów: 15 047 Sędzia: Christian-Petru Ciochirca |

| 524 lipca 2025 | RSC Anderlecht | 1:0   | BK Häcken |                                                                                |
| 20:00 CEST     | Dolberg 35'    | (1:0) |           | Stade Constant Vanden Stock, Anderlecht Widzów: 12 291 Sędzia: Eldorjan Hamiti |

| 624 lipca 2025 | Sheriff Tyraspol | 1:3   | FC Utrecht                             |                                                                    |
| 19:00 CEST     | Ademo 24'        | (1:1) | 33' Jensen · 54' Viergever · 70' Blake | Stadion Centralny, Nisporeni Widzów: 2 674 Sędzia: Philip Farrugia |

| 724 lipca 2025 | FC Midtjylland | 1:1   | Hibernian  |                                                          |
| 19:30 CEST     | Şimşir 72'     | (0:1) | 7' McGrath | MCH Arena, Herning Widzów: 8 863 Sędzia: Robert Schröder |

| 824 lipca 2025 | Beşiktaş JK                       | 2:4   | Szachtar Donieck                              |                                                               |
| 20:00 CEST     | Abraham 40' (k.) · João Mário 87' | (1:2) | 7' Alisson · 28' Eguinaldo · 67', 90+6' Kevin | Vodafone Arena, Stambuł Widzów: 31 739 Sędzia: Georgi Kabakow |

### Rewanże
| 131 lipca 2025 | CFR Cluj   | 1:0 (pd.)       | FC Lugano |                                                                                          |
| 19:30 CEST     | Sinyan 96' | (0:0, 0:0, 1:0) |           | Stadion im. dr. Constantina Rădulescu, Kluż-Napoka Widzów: 8 564 Sędzia: Allard Lindhout |

| 231 lipca 2025 | AEK Larnaka             | 2:1   | NK Celje   |                                                         |
| 18:30 CEST     | Chacón 43' · García 67' | (1:0) | 88' Kvesić | AEK Arena, Larnaka Widzów: 4 108 Sędzia: Chris Kavanagh |

| 331 lipca 2025 | SC Braga     | 1:0 (pd.)       | Lewski Sofia |                                                                |
| 21:00 CEST     | Navarro 104' | (0:0, 0:0, 1:0) |              | Estádio Municipal, Braga Widzów: 16 771 Sędzia: Lothar D'hondt |

| 431 lipca 2025 | Legia Warszawa                 | 2:1   | Baník Ostrawa |                                                                         |
| 21:00 CEST     | Nsame 54' · Pojezný 74' (sam.) | (0:1) | 15' Prekop    | Stadion Wojska Polskiego, Warszawa Widzów: 20 226 Sędzia: Novak Simović |

| 531 lipca 2025 | BK Häcken                                   | 2:1 (pd. k. 4:2)        | RSC Anderlecht                               |                                                              |
| 19:00 CEST     | Svanbäck 33' · Gustafson 90+2' (k.)         | (1:0, 2:1, 2:1, k. 4:2) | 54' (k.) Dolberg                             | Bravida Arena, Göteborg Widzów: 4 016 Sędzia: Patrik Kolarić |
| 19:00 CEST     | · Gustafson · Layouni · Lundkvist · Berisha | Rzuty karne             | · Hazard · Augustinsson · Llansana · Vázquez | Bravida Arena, Göteborg Widzów: 4 016 Sędzia: Patrik Kolarić |

| 631 lipca 2025 | FC Utrecht                                                  | 4:1   | Sheriff Tyraspol |                                                                            |
| 20:00 CEST     | Jensen 27' · Horemans 46' · Viergever 56' · El Karouani 89' | (1:0) | 75' Odede        | Stadion Galgenwaard, Utrecht Widzów: 21 611 Sędzia: Chrysovalantis Theouli |

| 731 lipca 2025 | Hibernian      | 1:2 (pd.)       | FC Midtjylland            |                                                                      |
| 21:00 CEST     | Bushiri 105+2' | (0:0, 0:0, 1:1) | 94' Osorio · 119' Brumado | Easter Road Stadium, Edynburg Widzów: 19 536 Sędzia: Gustavo Correia |

| 831 lipca 2025 | Szachtar Donieck        | 2:0   | Beşiktaş JK |                                                                      |
| 20:00 CEST     | Kevin 12' · Elias 45+1' | (2:0) |             | Stadion Miejski, Kraków Widzów: 12 828 Sędzia: Juan Martínez Munuera |

## III runda kwalifikacyjna
W tej rundzie turniej kwalifikacyjny został podzielony na 2 ścieżki – mistrzowską i ligową:
- do startu w III rundzie kwalifikacyjnej w ścieżce mistrzowskiej uprawnionych będzie 12 drużyn (wszystkie z II rundy kwalifikacji Ligi Mistrzów w ścieżce mistrzowskiej), z czego 6 będzie rozstawionych;
- do startu w III rundzie kwalifikacyjnej w ścieżce ligowej uprawnionych będzie 14 drużyn (w tym 8 zwycięzców II rundy i 3 z II rundy kwalifikacji Ligi Mistrzów w ścieżce ligowej), z czego 7 będzie rozstawionych.

Drużyny, które przegrają w tej rundzie, otrzymały prawo gry w rundzie play-off Ligi Konferencji UEFA.

### Podział na koszyki
Uwaga: Losowanie III rundy kwalifikacyjnej odbyło się przed zakończeniem II rundy kwalifikacyjnej, więc rozstawienia dokonano przyjmując założenie, że awans uzyska drużyna z najwyższym współczynnikiem w poprzedniej rundzie. W przypadku awansu, którejś z drużyn nierozstawionej, w III rundzie przejmuje ona współczynnik najwyżej rozstawionego rywala. W przypadku drużyn z II rundy kwalifikacyjnej Ligi Mistrzów przyjęto, że przegra drużyna o mniejszym współczynniku. W sytuacji porażki wyżej notowanej drużyny, przejmie ona współczynnik rywala. 
Oznaczenia:
| Drużyny, które awansowały z II rundy eliminacyjnej zachowując swój współczynnik. |

| Drużyny, które zaczęły rywalizację od III rundy eliminacyjnej. |

| Drużyny, które awansowały z II rundy eliminacyjnej, przejmując współczynnik rywala. |

| Drużyny, które przegrały w II rundzie eliminacyjnej Ligi Mistrzów i zachowały swój współczynnik. |

| Drużyny, które przegrały w II rundzie eliminacyjnej Ligi Mistrzów i przejęły współczynnik rywala. |

Ścieżka mistrzowska:
| Grupa 1                | Grupa 1 |
| ---------------------- | ------- |
| Drużyny rozstawione    |         |
| Drużyna                | Wsp.    |
| HNK Rijeka             | 12.000  |
| FK RFS                 | 11.000  |
| Lincoln Red Imps       | 10.000  |
| Drużyny nierozstawione |         |
| Drużyna                | Wsp.    |
| KuPS Kuopio            | 5.500   |
| Noah Erywań            | 5.000   |
| Shelbourne F.C.        | 2.993   |

| Grupa 2                | Grupa 2 |
| ---------------------- | ------- |
| Drużyny rozstawione    |         |
| Drużyna                | Wsp.    |
| Maccabi Tel Awiw       | 11.125  |
| Zrinjski Mostar        | 10.000  |
| Drita Gnjilane         | 9.000   |
| Drużyny nierozstawione |         |
| Drużyna                | Wsp.    |
| Breiðablik             | 9.000   |
| FCSB                   | 7.500   |
| Ħamrun Spartans        | 6.000   |

Ścieżka ligowa:
| Grupa 1                | Grupa 1 |
| ---------------------- | ------- |
| Drużyny rozstawione    |         |
| Drużyna                | Wsp.    |
| SC Braga               | 46.000  |
| PAOK FC                | 42.250  |
| FC Midtjylland         | 32.750  |
| Legia Warszawa         | 31.000  |
| Drużyny nierozstawione |         |
| Drużyna                | Wsp.    |
| CFR Cluj               | 19.250  |
| AEK Larnaka            | 14.000  |
| Wolfsberger AC         | 9.500   |
| Fredrikstad FK         | 7.937   |

| Grupa 2                | Grupa 2 |
| ---------------------- | ------- |
| Drużyny rozstawione    |         |
| Drużyna                | Wsp.    |
| Szachtar Donieck       | 52.000  |
| BK Häcken              | 28.250  |
| FC Utrecht             | 20.000  |
| Drużyny nierozstawione |         |
| Drużyna                | Wsp.    |
| Panathinaikos AO       | 16.000  |
| Servette FC            | 11.500  |
| SK Brann               | 7.937   |

### Pary III rundy kwalifikacyjnej
| Drużyna 1           | Wynik dwumeczu | Drużyna 2        | Pierwszy mecz | Drugi mecz  |
| ------------------- | -------------- | ---------------- | ------------- | ----------- |
| Ścieżka mistrzowska |                |                  |               |             |
| Lincoln Red Imps    | 1:1 (6:5 k.)   | Noah Erywań      | 1:1           | 0:0 (dogr.) |
| HNK Rijeka          | 4:3            | Shelbourne FC    | 1:2           | 3:1         |
| FK RFS              | 1:3            | KuPS Kuopio      | 1:2           | 0:1         |
| Ħamrun Spartans     | 2:5            | Maccabi Tel Awiw | 1:2           | 1:3         |
| Zrinjski Mostar     | 3:2            | Breiðablik       | 1:1           | 2:1         |
| FCSB                | 6:3            | Drita Gnjilane   | 3:2           | 3:1         |
| Ścieżka ligowa      |                |                  |               |             |
| AEK Larnaka         | 5:3            | Legia Warszawa   | 4:1           | 1:2         |
| Fredrikstad FK      | 1:5            | FC Midtjylland   | 1:3           | 0:2         |
| CFR Cluj            | 1:4            | SC Braga         | 1:2           | 0:2         |
| PAOK FC             | 1:0            | Wolfsberger AC   | 0:0           | 1:0 (dogr.) |
| Servette FC         | 2:5            | FC Utrecht       | 1:3           | 1:2         |
| BK Häcken           | 1:2            | SK Brann         | 0:2           | 1:0         |
| Panathinaikos AO    | 0:0 (4:3 k.)   | Szachtar Donieck | 0:0           | 0:0 (dogr.) |

### Pierwsze mecze

#### Ścieżka mistrzowska
| 17 sierpnia 2025 | Lincoln Red Imps | 1:1   | Noah Erywań |                                                                 |
| 18:00 CEST       | De Barr 45+9'    | (1:1) | 9' Eteki    | Europa Point Stadium, Gibraltar Widzów: 728 Sędzia: Filip Glova |

| 26 sierpnia 2025 | HNK Rijeka        | 1:2   | Shelbourne FC         |                                                                             |
| 20:45 CEST       | Janković 56' (k.) | (0:0) | 58' Bone · 70' Martin | Stadion Rujevica, Rijeka Widzów: 6 495 Sędzia: Ricardo de Burgos Bengoetxea |

| 36 sierpnia 2025 | FK RFS       | 1:2   | KuPS Kuopio             |                                                             |
| 19:00 CEST       | Diedhiou 61' | (0:2) | 61' Oksanen · 24' Toure | LNK Sporta Parks, Ryga Widzów: 1 584 Sędzia: Aliyar Aghayev |

| 45 sierpnia 2025 | Ħamrun Spartans | 1:2   | Maccabi Tel Awiw          |                                                               |
| 19:00 CEST       | Koffi 71' (k.)  | (0:0) | 79' Revivo · 90+6' Madmon | Hibernians Stadium, Paola Widzów: 1 097 Sędzia: Kristo Tohver |

| 57 sierpnia 2025 | Zrinjski Mostar  | 1:1   | Breiðablik       |                                                                        |
| 20:00 CEST       | Bilbija 72' (k.) | (0:1) | 18' (k.) Thomsen | Stadion pod Bijelim brijegom, Mostar Widzów: 5 600 Sędzia: Enea Jorgji |

| 67 sierpnia 2025 | FCSB                                   | 3:2   | Drita Gnjilane       |                                                                     |
| 20:30 CEST       | Bîrligea 64', 90+4' (k.) · Graovac 72' | (0:1) | 7' Tusha · 50' Manaj | Arena Narodowa, Bukareszt Widzów: 13 825 Sędzia: Damian Sylwestrzak |

#### Ścieżka ligowa
| 17 sierpnia 2025 | AEK Larnaka                                                | 4:1   | Legia Warszawa |                                                         |
| 18:30 CEST       | Pons 16' · Angielski 48' · Chacón 78' · Rajović 85' (sam.) | (1:1) | 18' Nsame      | AEK Arena, Larnaka Widzów: 4 102 Sędzia: Horațiu Feșnic |

| 27 sierpnia 2025 | Fredrikstad FK | 1:3   | FC Midtjylland                       |                                                                   |
| 18:00 CEST       | Bjartalíð 77'  | (0:2) | 14' Djú · 32' Gogorza · 79' Castillo | Fredrikstad Stadion, Fredrikstad Widzów: 8 779 Sędzia: Igor Pajač |

| 37 sierpnia 2025 | CFR Cluj   | 1:2   | SC Braga       |                                                                                          |
| 18:30 CEST       | Sinyan 30' | (1:1) | 17', 50' Gorby | Stadion im. dr. Constantina Rădulescu, Kluż-Napoka Widzów: 10 383 Sędzia: Elchin Masiyev |

| 47 sierpnia 2025 | PAOK FC | 0:0   | Wolfsberger AC |                                                             |
| 19:30 CEST       |         | (0:0) |                | Stadion Tumba, Saloniki Widzów: 21 340 Sędzia: Morten Krogh |

| 57 sierpnia 2025 | Servette FC     | 1:3   | FC Utrecht                                    |                                                            |
| 20:30 CEST       | Guillemenot 12' | (1:0) | 52' (sam.) Baron · 55' Horemans · 62' Zechiël | Stade de Genève, Genewa Widzów: 11 744 Sędzia: Harm Osmers |

| 67 sierpnia 2025 | BK Häcken | 0:2   | SK Brann           |                                                              |
| 19:00 CEST       |           | (0:1) | 28', 57' Magnússon | Bravida Arena, Göteborg Widzów: 4 516 Sędzia: Georgi Kabakow |

| 77 sierpnia 2025 | Panathinaikos AO | 0:0   | Szachtar Donieck |                                                                  |
| 20:00 CEST       |                  | (0:0) |                  | Stadion Olimpijski, Ateny Widzów: 20 636 Sędzia: Erik Lambrechts |

### Rewanże

#### Ścieżka mistrzowska
| 114 sierpnia 2025 | Noah Erywań                                                                            | 0:0 (pd. k. 5:6)        | Lincoln Red Imps                                              |                                                                  |
| 18:00 CEST        |                                                                                        | (0:0, 0:0, 0:0, k. 5:6) |                                                               | Stadion Kotajk, Abowian Widzów: 3 100 Sędzia: Sebastian Gishamer |
| 18:00 CEST        | · Mulahusejnović · Manvelyan · Muradyan · Jakoliš · Hambarcumian · Þórarinsson · Eteki | Rzuty karne             | · Nano · De Barr · Juanje · Gómez · Rutjens · Clinton · Lopes | Stadion Kotajk, Abowian Widzów: 3 100 Sędzia: Sebastian Gishamer |

| 212 sierpnia 2025 | Shelbourne FC    | 1:3   | HNK Rijeka                       |                                                                 |
| 20:45 CEST        | Odubeko 86' (k.) | (0:1) | 33' Fruk · 73' Dantas · 90' Oreč | Tolka Park, Dublin Widzów: 3 655 Sędzia: Marian Alexandru Barbu |

| 314 sierpnia 2025 | KuPS Kuopio  | 1:0   | FK RFS |                                                          |
| 17:00 CEST        | Pennanen 49' | (0:0) |        | Magnum Areena, Kuopio Widzów: 3 022 Sędzia: Balázs Berke |

| 414 sierpnia 2025 | Maccabi Tel Awiw               | 3:1   | Ħamrun Spartans |                                                         |
| 20:00 CEST        | Shahar 37', 45+2' · Davida 69' | (2:1) | 43' Mbong       | TSC Arena, Bačka Topola Widzów: 145 Sędzia: Rohit Saggi |

| 514 sierpnia 2025 | Breiðablik            | 1:2   | Zrinjski Mostar                     |                                                                       |
| 19:30 CEST        | Gunnlaugsson 61' (k.) | (0:1) | 7' Bilbija · 47' (sam.) Valgeirsson | Kópavogsvöllur, Kópavogur Widzów: 1 252 Sędzia: Anastasios Papapetrou |

| 614 sierpnia 2025 | Drita Gnjilane | 1:3   | FCSB                                     |                                                                                 |
| 20:00 CEST        | Tusha 52'      | (0:2) | 1' Cisotti · 18' Miculescu · 85' Politic | Stadion im. Fadila Vokrriego, Prisztina Widzów: 6 530 Sędzia: Giorgi Kruashvili |

#### Ścieżka ligowa
| 114 sierpnia 2025 | Legia Warszawa          | 2:1   | AEK Larnaka  |                                                                            |
| 21:00 CEST        | Nsame 11' · Rajović 16' | (2:0) | 52' Ivanović | Stadion Wojska Polskiego, Warszawa Widzów: 23 673 Sędzia: Andris Treimanis |

| 214 sierpnia 2025 | FC Midtjylland         | 2:0   | Fredrikstad FK |                                                            |
| 18:00 CEST        | Bech 9' · Paulinho 17' | (2:0) |                | MCH Arena, Herning Widzów: 8 464 Sędzia: Julian Weinberger |

| 314 sierpnia 2025 | SC Braga                | 2:0   | CFR Cluj |                                                                  |
| 20:30 CEST        | Zalazar 19' (k.), 45+5' | (2:0) |          | Estádio Municipal, Braga Widzów: 16 168 Sędzia: Sascha Stegemann |

| 414 sierpnia 2025 | Wolfsberger AC | 0:1 (pd.)       | PAOK FC     |                                                                                  |
| 19:00 CEST        |                | (0:0, 0:0, 0:0) | 115' Camara | Wörthersee Stadion, Klagenfurt am Wörthersee Widzów: 6 720 Sędzia: Orel Grinfeld |

| 514 sierpnia 2025 | FC Utrecht      | 2:1   | Servette FC     |                                                                    |
| 20:00 CEST        | Jensen 57', 74' | (0:0) | 80' (k.) Jallow | Stadion Galgenwaard, Utrecht Widzów: 21 800 Sędzia: Chris Kavanagh |

| 614 sierpnia 2025 | SK Brann | 0:1   | BK Häcken           |                                                             |
| 19:00 CEST        |          | (0:1) | 38' (sam.) De Roeve | Brann Stadion, Bergen Widzów: 14 750 Sędzia: Nicholas Walsh |

| 714 sierpnia 2025 | Szachtar Donieck                                                    | 0:0 (pd. k. 3:4)        | Panathinaikos AO                                                  |                                                               |
| 20:00 CEST        |                                                                     | (0:0, 0:0, 0:0, k. 3:4) |                                                                   | Stadion Miejski, Kraków Widzów: 13 387 Sędzia: Daniel Siebert |
| 20:00 CEST        | · Nazaryna · Tobias · Bondarenko · Newerton · Kauã Elias · Pedrinho | Rzuty karne             | · Joanidis · Jeremejeff · Siopis · Chirivella · Zaroury · Mancini | Stadion Miejski, Kraków Widzów: 13 387 Sędzia: Daniel Siebert |

## Runda play-off
Do startu w rundzie play-off uprawnione będą 24 drużyny (w tym 13 z poprzedniej rundy oraz 6 z III rundy kwalifikacji Ligi Mistrzów w ścieżce mistrzowskiej).
Drużyny, które przegrają w tej rundzie, otrzymają prawo gry w fazie ligowej Ligi Konferencji UEFA.

### Podział na koszyki
Uwaga: Losowanie rundy play-off odbyło się przed zakończeniem III rundy kwalifikacyjnej, więc rozstawienia dokonano przyjmując założenie, że awans uzyska drużyna z najwyższym współczynnikiem w poprzedniej rundzie. W przypadku awansu, którejś z drużyn nierozstawionej, w rundzie play-off przejmuje ona współczynnik najwyżej rozstawionego rywala. W przypadku drużyn z III rundy kwalifikacyjnej Ligi Mistrzów przyjęto, że przegra drużyna o mniejszym współczynniku. W sytuacji porażki wyżej notowanej drużyny, przejmie ona współczynnik rywala. 
Oznaczenia:
| Drużyny, które awansowały z III rundy eliminacyjnej zachowując swój współczynnik. |

| Drużyny, które zaczęły rywalizację od rundy play-off. |

| Drużyny, które awansowały z III rundy eliminacyjnej, przejmując współczynnik rywala. |

| Drużyny, które przegrały w III rundzie eliminacyjnej Ligi Mistrzów i zachowały swój współczynnik. |

| Drużyny, które przegrały w III rundzie eliminacyjnej Ligi Mistrzów i przejęły współczynnik rywala. |

| Grupa 1                | Grupa 1 |
| ---------------------- | ------- |
| Drużyny rozstawione    |         |
| Drużyna                | Wsp.    |
| Maccabi Tel Awiw       | 37.500  |
| BSC Young Boys         | 34.500  |
| Łudogorec Razgrad      | 24.000  |
| Malmö FF               | 14.500  |
| Drużyny nierozstawione |         |
| Drużyna                | Wsp.    |
| Dynamo Kijów           | 11.125  |
| Sigma Ołomuniec        | 8.820   |
| Szkendija Tetowo       | 7.500   |
| Slovan Bratysława      | 5.500   |

| Grupa 2                | Grupa 2 |
| ---------------------- | ------- |
| Drużyny rozstawione    |         |
| Drużyna                | Wsp.    |
| Panathinaikos AO       | 52.000  |
| FC Midtjylland         | 32.750  |
| FCSB                   | 22.500  |
| Lech Poznań            | 19.000  |
| Drużyny nierozstawione |         |
| Drużyna                | Wsp.    |
| KRC Genk               | 11.370  |
| KuPS Kuopio            | 11.000  |
| Aberdeen F.C.          | 9.500   |
| Samsunspor             | 8.780   |

| Grupa 3                | Grupa 3 |
| ---------------------- | ------- |
| Drużyny rozstawione    |         |
| Drużyna                | Wsp.    |
| SC Braga               | 46.000  |
| PAOK FC                | 42.250  |
| AEK Larnaka            | 31.000  |
| FC Utrecht             | 13.430  |
| Drużyny nierozstawione |         |
| Drużyna                | Wsp.    |
| HNK Rijeka             | 12.000  |
| Zrinjski Mostar        | 10.000  |
| Lincoln Red Imps       | 10.000  |
| SK Brann               | 7.937   |

### Pary rundy play-off
| Drużyna 1         | Wynik dwumeczu | Drużyna 2         | Pierwszy mecz | Drugi mecz |
| ----------------- | -------------- | ----------------- | ------------- | ---------- |
| Maccabi Tel Awiw  | 1              | Dynamo Kijów      | 21 sie        | 28 sie     |
| Szkendija Tetowo  | 2              | Łudogorec Razgrad | 21 sie        | 28 sie     |
| Slovan Bratysława | 3              | BSC Young Boys    | 21 sie        | 28 sie     |
| Malmö FF          | 4              | Sigma Ołomuniec   | 21 sie        | 28 sie     |
| Panathinaikos AO  | 5              | Samsunspor        | 21 sie        | 28 sie     |
| Aberdeen          | 6              | FCSB              | 21 sie        | 28 sie     |
| Lech Poznań       | 7              | KRC Genk          | 21 sie        | 28 sie     |
| FC Midtjylland    | 8              | KuPS Kuopio       | 21 sie        | 28 sie     |
| Lincoln Red Imps  | 9              | SC Braga          | 21 sie        | 28 sie     |
| Zrinjski Mostar   | 10             | FC Utrecht        | 21 sie        | 28 sie     |
| SK Brann          | 11             | AEK Larnaka       | 21 sie        | 28 sie     |
| HNK Rijeka        | 12             | PAOK FC           | 21 sie        | 28 sie     |

### Pierwsze mecze
| 121 sierpnia 2025 | Maccabi Tel Awiw | [ 60 ] | Dynamo Kijów |                                                   |
| 20:00 CEST        |                  |        |              | TSC Arena, Bačka Topola Sędzia: Giorgi Kruashvili |

| 221 sierpnia 2025 | Szkendija Tetowo | [ 61 ] | Łudogorec Razgrad |                                                                |
| 20:00 CEST        |                  |        |                   | Nacionałna Arena „Toše Proeski”, Skopje Sędzia: Chris Kavanagh |

| 321 sierpnia 2025 | Slovan Bratysława | [ 62 ] | BSC Young Boys |                                                                |
| 20:15 CEST        |                   |        |                | Národný futbalový štadión, Bratysława Sędzia: Sascha Stegemann |

| 421 sierpnia 2025 | Malmö FF | [ 63 ] | Sigma Ołomuniec |                                                |
| 19:00 CEST        |          |        |                 | Swedbank Stadion, Malmö Sędzia: Tobias Stieler |

| 521 sierpnia 2025 | Panathinaikos AO | [ 64 ] | Samsunspor |                                                         |
| 20:00 CEST        |                  |        |            | Stadion Olimpijski, Ateny Sędzia: Juan Martínez Munuera |

| 621 sierpnia 2025 | Aberdeen | [ 65 ] | FCSB |                                                      |
| 20:45 CEST        |          |        |      | Pittodrie Stadium, Aberdeen Sędzia: Serdar Gözübüyük |

| 721 sierpnia 2025 | Lech Poznań | [ 66 ] | KRC Genk |                                               |
| 20:30 CEST        |             |        |          | Stadion Poznań, Poznań Sędzia: Donatas Rumšas |

| 821 sierpnia 2025 | FC Midtjylland | [ 67 ] | KuPS Kuopio |                                            |
| 18:30 CEST        |                |        |             | MCH Arena, Herning Sędzia: Srđan Jovanović |

| 921 sierpnia 2025 | Lincoln Red Imps | [ 68 ] | SC Braga |                                                  |
| 21:00 CEST        |                  |        |          | Estádio Algarve, Faro/Loulé Sędzia: Morten Krogh |

| 1021 sierpnia 2025 | Zrinjski Mostar | [ 69 ] | FC Utrecht |                                                             |
| 20:00 CEST         |                 |        |            | Stadion pod Bijelim brijegom, Mostar Sędzia: Georgi Kabakow |

| 1121 sierpnia 2025 | SK Brann | [ 70 ] | AEK Larnaka |                                           |
| 19:00 CEST         |          |        |             | Brann Stadion, Bergen Sędzia: Marco Guida |

| 1221 sierpnia 2025 | HNK Rijeka | [ 71 ] | PAOK FC |                                                |
| 20:45 CEST         |            |        |         | Stadion Rujevica, Rijeka Sędzia: Ivan Kružliak |

### Rewanże
| 128 sierpnia 2025 | Dynamo Kijów | [ 72 ] | Maccabi Tel Awiw |                                               |
| 20:00 CEST        |              |        |                  | Arena Lublin, Lublin Sędzia: Nikola Dabanović |

| 228 sierpnia 2025 | Łudogorec Razgrad | [ 73 ] | Szkendija Tetowo |                                               |
| 19:30 CEST        |                   |        |                  | Łudogorec Arena, Razgrad Sędzia: Urs Schnyder |

| 328 sierpnia 2025 | BSC Young Boys | [ 74 ] | Slovan Bratysława |                                                |
| 20:00 CEST        |                |        |                   | Stadion Wankdorf, Berno Sędzia: Rade Obrenovič |

| 428 sierpnia 2025 | Sigma Ołomuniec | [ 75 ] | Malmö FF |                                                 |
| 18:30 CEST        |                 |        |          | Andrův stadion, Ołomuniec Sędzia: Radu Petrescu |

| 528 sierpnia 2025 | Samsunspor | [ 76 ] | Panathinaikos AO |                                              |
| 19:00 CEST        |            |        |                  | Stadion 19 Maja, Samsun Sędzia: Irfan Peljto |

| 628 sierpnia 2025 | FCSB | [ 77 ] | Aberdeen |                                               |
| 20:30 CEST        |      |        |          | Arena Narodowa, Bukareszt Sędzia: Espen Eskås |

| 728 sierpnia 2025 | KRC Genk | [ 78 ] | Lech Poznań |                                          |
| 20:00 CEST        |          |        |             | Cristal Arena, Genk Sędzia: Davide Massa |

| 828 sierpnia 2025 | KuPS Kuopio | [ 79 ] | FC Midtjylland |                                            |
| 17:00 CEST        |             |        |                | Magnum Areena, Kuopio Sędzia: Simone Sozza |

| 928 sierpnia 2025 | SC Braga | [ 80 ] | Lincoln Red Imps |                                                  |
| 21:00 CEST        |          |        |                  | Estádio Municipal, Braga Sędzia: Erik Lambrechts |

| 1028 sierpnia 2025 | FC Utrecht | [ 81 ] | Zrinjski Mostar |                                                     |
| 20:00 CEST         |            |        |                 | Stadion Galgenwaard, Utrecht Sędzia: Benoît Bastien |

| 1127 sierpnia 2025 | AEK Larnaka | [ 82 ] | SK Brann |                                           |
| 18:30 CEST         |             |        |          | AEK Arena, Larnaka Sędzia: Danny Makkelie |

| 1228 sierpnia 2025 | PAOK FC | [ 83 ] | HNK Rijeka |                                                       |
| 19:30 CEST         |         |        |            | Stadion Tumba, Saloniki Sędzia: José Sánchez Martínez |